# Morskie opowieści
„Morskie opowieści” (ang. The Drunken Sailor) – jedna z najpopularniejszych pieśni szantowych. Pierwotnie wykonywana przez marynarzy Brytyjskiej Marynarki Wojennej, z czasem na stałe weszła do repertuaru zespołów szantowych z całego świata. Pierwsze polskie zwrotki do utworu napisał Jacek Kasprowy. W chwili obecnej Morskie opowieści w polskiej wersji liczą ok. 500 zwrotek różnych, często anonimowych autorów.
Inną, bardziej zbliżoną do angielskiego oryginału, wersję piosenki napisał R. Burchardt. Najbardziej znanym wykonawcą piosenki, noszącej tytuł „Z pijanym żeglarzem”, jest zespół Zejman & Garkumpel.
W 1987 roku Michael Steigerwald i Joseph Angelli stworzyli, w oparciu o melodię „The Drunken Sailor”, dyskotekową piosenkę „What Shall We Do With The Drunken D.J.". Utwór, wpisujący się w popularny w owym okresie styl Italo disco, ukazał się na wyprodukowanym przez Renzo Lucchettę i Paula Wucherpfenniga singlu zatytułowanym The Radio Pirates. Drugą stronę krążka zajmowała piosenka „Fix Your Antenna. Long Version”.
29 lipca 2022 podczas pierwszej edycji Festiwalu „Ahoj Mazury” organizowanego przez Telewizję Polsat w Giżycku w zaskakującej, klubowej aranżacji „Morskie Opowieści” zaprezentował nagrodzony za „Debiut Ahoj Mazury 2022” zespół Lunaria.

## Twórcy i wykonawcy
Piosenka jest często śpiewana przez wodne drużyny harcerskie podczas obozów itp. Istnieje jej wiele różnych wersji – od cenzuralnych, dotyczących kultury żeglarzy, po sprośne i ludyczne. Ich specyficzny 'pijany morski' humor możemy znaleźć niemal w całych „Morskich opowieściach”.

## Treść
Pierwszych osiem zwrotek Jacka Kasprowego w żartobliwy sposób przedstawiało pijacką rozmowę grupy marynarzy wspominających zabawne anegdoty z ich życia, z charakterystycznym dla marynarzy licytowaniem się i wyolbrzymianiem przygód. Z czasem, wraz z rozrastaniem się liczby zwrotek, Morskie opowieści urosły do roli swoistej kroniki opowiadającej, nieraz w wulgarny sposób, o życiu miłośników żeglarstwa z całej Polski. Duża część zwrotek dotyczyła również aktualnych wydarzeń politycznych.
Stałą częścią każdego wykonania Morskich opowieści jest powtarzający się po każdej zwrotce refren autorstwa Jana Kasprowego:
Hej, ha! Kolejkę nalej!
Hej, ha! Kielichy wznieśmy!
To zrobi doskonale
Morskim opowieściom.
Przed II wojną światową na polskim żaglowcu „Lwów” śpiewano również refren ułożony przez bosmana statku, legendarnego Jana Kaletę:
Hej, ho! Margerita,
Hej, ho! Margerita,
Hej, ho! Margerita,
Chodź, całuska dej nom!
Dzięki dowcipnym, wpadającym w ucho, słowom oraz stosunkowo prostym akompaniamencie (by zagrać Morskie opowieści wystarczy znać tylko trzy chwyty gitarowe), utwór zdobył dużą popularność, na stałe wchodząc do śpiewników szantowych (i nie tylko) w całej Polsce.